# Jan Schelhaas
Jan Russell Schelhaas (* 11. března 1948 Liverpool) je britský klávesista. V roce 1970 se stal členem skupiny National Head Band, která o rok později vydala album Albert One, ale žádný větší úspěch nezaznamenala. V roce 1973 nahrál album Grinding Stone s kytaristou Garym Moorem. V roce 1975 odešel ze skupiny Caravan klávesista Dave Sinclair Schelhaas jako náhrada za nej přišel právě Jan Schelhaas. Se skupinou nahrál alba Blind Dog at St. Dunstans (1976), Better by Far (1977) a dále pak ještě Cool Water (rovněž nahráno v roce 1977), které však vyšlo až v roce 1994. Později byla skupina obnovena a Schelhaas s ní nahrál album The Unauthorized Breakfast Item (2003). V roce 1978, po rozpadu Caravan, začal Schelhaas hrát se skupinou Camel, ze které odešel v roce 1981.